# ارنست بوش (ژنرال)
ارنست ویلهلم برنهارت بوش (به آلمانی: Ernst Wilhelm Bernhard Busch) (۶ ژوئیه ۱۸۸۵–۱۷ ژوئیه ۱۹۴۵) نظامی و فیلدمارشال آلمانی در دوره رایش سوم بود که در جریان جنگ جهانی دوم فرماندهی یگان‌های مختلفی را بر عهده داشت.

## زندگی
ارنست بوش روز ۶ ژوئیه سال ۱۸۸۵ در اسن-اشتیله در ناحیه رور در خانواده‌ای بدون سابقه نظامی‌گری زاده شد. پدرش مدیر یک یتیم‌خانه بود. سال ۱۹۰۴ با درجه ستوان دومی از دانشکده نظامی فارغ‌التحصیل و در رسته پیاده‌نظام وارد خدمت در نیروی زمینی امپراتوری آلمان شد. هنگام آغاز جنگ جهانی اول فرمانده یک گروهان بود. تمامی طول جنگ جایگاه میدانی داشت و بیشتر رزمگاه‌های جبهه غربی را تجربه کرد. بوش به عنوان فرمانده یک گردان نشان عالی پور لو مریت را دریافت نمود.
بوش پس از جنگ به خدمت در رایشسور ادامه داد و تا سال ۱۹۲۵ به درجه سرگردی رسید. سال ۱۹۳۰ مجدداً فرمانده یک گردان شد. تا سال ۱۹۳۷ به درجه سرلشکری نائل آمد و در جایگاه فرماندهی یک لشکر قرار گرفت. بدون علاقه به سیاست، در پاکسازی نظامیان در سال ۱۹۳۸ آسیبی ندید. همان سال به درجه سپهبدی (ژنرال پیاده‌نظام) ترفیع گرفت و فرمانده سپاه ۷ شد.
ترفیع درجات:
- ۱۰ ژوئن ۱۹۰۴: ستوان دوم
- ۱۶ ژوئن ۱۹۱۳: ستوان یکم
- ۲۷ ژانویه ۱۹۱۵: سروان
- ۱ آوریل ۱۹۲۵: سرگرد
- ۱ فوریه ۱۹۳۰: سرهنگ دوم
- ۱ دسامبر ۱۹۳۲: سرهنگ
- ۱ اکتبر ۱۹۳۵: سرتیپ
- ۱ اکتبر ۱۹۳۷: سرلشکر
- ۱ فوریه ۱۹۳۸: سپهبد (ژنرال پیاده‌نظام)
- ۱۹ ژوئیه ۱۹۴۰: ارتشبد
- ۱ فوریه ۱۹۴۳: فیلدمارشال

با آغاز جنگ جهانی دوم، بوش سپاه خود را نبرد لهستان به شکل متمایزی فرماندهی کرد. در جریان نبرد فرانسه در تابستان سال ۱۹۴۰ فرمانده ارتش شانزدهم در جناح چپ گروه ارتش آ بود و توانست وردون را تصرف کند. در پایان این کارزار نشان عالی صلیب شوالیه صلیب آهنین به او اعطا شد و به درجه ارتشبدی رسید.
بوش در جریان عملیات بارباروسا، تهاجم آلمان به شوروی، همچنان فرماندهی ارتش شانزدهم از گروه ارتش شمال، را بر عهده داشت و سال‌های ۱۹۴۱ و ۱۹۴۲ در منطقه بالتیک به نبرد پرداخت. ماه فوریه سال ۱۹۴۳ به درجه فیلدمارشالی ترفیع و ماه نوامبر در جایگاه فرماندهی گروه ارتش مرکز قرار گرفت. او به عنوان سربازی تابع دستور فرماندهی عالی در عدم عقب‌نشینی را به اجرا گذاشت اما نتوانست جلوی شکسته شدن خط مقدم (عملیات باگراتیون) خود در تابستان سال ۱۹۴۴ را بگیرد تا ماه ژوئن از مقامش خلع و با والتر مدل جایگزین شود.

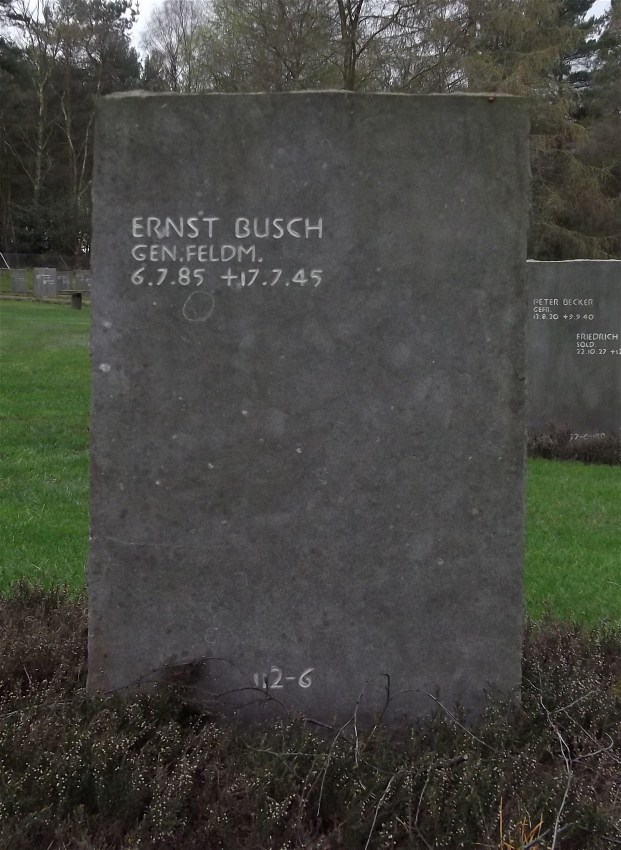
گور ارنست بوش، گورستان نظامی کانوک چِیس، انگلستان

بوش چند هفته مانده به پایان جنگ مجدداً به خدمت فراخوانده شد و به فرماندهی نیروهای جبهه غربی منصوب گشت. به هر صورت دیگر برای اثری‌گذاری بسیار دیر شده بود. پس از تسلیم آلمان برای مدتی همچنان یگان‌های شمال آلمان را فرماندهی کرد. پس از جنگ به عنوان اسیر جنگی به الدرشات در انگلستان منتقل شد. فیلدمارشال ارنست بوش در نهایت ماه ژوئیه سال ۱۹۴۵ در اسارت در اثر بیماری قلبی درگذشت.